# Arasada javanica
Arasada javanica là một loài bướm đêm trong họ Noctuidae.